# Велика Киркила
Велика Киркила́ (рос. Большая Кыркыла) — селище у складі Алтайського району Алтайського краю, Росія. Входить до складу Пролетарської сільської ради.

## Населення
Населення — 15 осіб (2010; 25 у 2002).
Національний склад (станом на 2002 рік):
- росіяни — 96 %